# Paulistas
Paulistas is een gemeente in de Braziliaanse deelstaat Minas Gerais. De gemeente telt 5.002 inwoners (schatting 2009).

## Aangrenzende gemeenten
De gemeente grenst aan Coluna, Materlândia, Rio Vermelho, Sabinópolis en São João Evangelista.